# Людвіг Больцман
Лю́двіг Едуа́рд Бо́льцман (нім. Ludwig Eduard Boltzmann; *20 лютого 1844, Лінц, Австрія — †5 вересня 1906, Дуїно, Італія) — австрійський фізик, який зробив великий внесок у розвиток термодинаміки й статистичної фізики на основі атомістичних уявлень.
Член Австрійської (з 1885) та Шведської королівської академій наук (з 1888), професор університетів у Граці (1869—1889), Мюнхені (1889—1894), Відні (1894—1900 і з 1902) і Лейпцигу (1900—1902). Автор теоретичних і експериментальних досліджень з різних розділів фізики; один з творців статистичної фізики. Теоретичні праці Больцмана присвячені проблемам механіки, гідродинаміки, пружності, електродинаміки, термодинаміки, кінетичної теорії газів, а експериментальні праці — дослідженню діелектричної сталої газів і твердих тіл. Найважливіші дослідження Больцман виконав у галузі статистичної фізики і термодинаміки. Він вивів основне рівняння кінетичної теорії газів, дав статистичне тлумачення 2-го закону термодинаміки і ентропії, обґрунтував закон теплового випромінювання Стефана (див. Стефана—Больцмана закон). Больцман був переконаним прихильником атомістичної теорії, яку відстоював у боротьбі з Ернстом Махом і Вільгельмом Оствальдом, що заперечували реальність атомів та молекул і корисність атомістичної теорії.
5 вересня 1906 Больцман покінчив життя самогубством в італійському містечку Дуїно неподалік від Трієста.

## Наукова діяльність
Роботи Больцмана стосуються переважно кінетичної теорії газів, термодинаміки і теорії випромінювання, а також деяких питань капілярних явищ, оптики, математики, механіки, теорії пружності тощо.
Перелічимо основні досягнення Больцмана в області статистичної механіки. У 1866 отримав формулу для рівноважного розподілу за імпульсами і координатами молекул ідеального газу, що знаходиться в зовнішньому потенційному полі (розподіл Больцмана).
У 1871 році запропонував ергодичну гіпотезу для обґрунтування закономірностей статистичної фізики.
У 1872 році вивів основне рівняння мікроскопічної теорії нерівноважних процесів (фізичної кінетики), що носить його ім'я, а також встановив так звану H-теорему, що виражає закон зростання ентропії для ізольованої системи. У тому ж році показав статистичний характер другого закону термодинаміки, зв'язавши ентропію замкнутої системи з числом можливих мікростанів, що реалізують даний макростан. Це стало вказівкою на неспроможність уявлення про «теплову смерті Всесвіту».
Важливе значення мали праці Больцмана з термодинаміки випромінювання. У 1884 році він вивів закон для випромінювальної здатності абсолютно чорного тіла з урахуванням пропорційності тиску рівноважного випромінювання, передбаченого теорією Максвелла, і щільності його енергії. Цей закон був емпірично отриманий Й. Стефаном в 1879 і носить назву закону Стефана — Больцмана.
Експериментальні дослідження Больцмана присвячені перевірці максвеллівської теорії електромагнетизму, вимірюванню діелектричних сталих різних речовин і їх зв'язку з показником заломлення, вивчення поляризації діелектриків.
Больцман був активним прихильником атомістичних ідей і відстоював їх у боротьбі з представниками махізму й інших ідеалістичних учень (серед них — Е. Мах і В. Оствальд).

## Пам'ять
У 1964 р Міжнародний астрономічний союз присвоїв ім'я Больцмана кратера на видимій стороні Місяця.
На його честь названо астероїд 24712 Больцман.